# Cal Becs (Puig-reig)
Cal Becs és una masia del municipi de Puig-reig inclosa en l'Inventari del Patrimoni Arquitectònic de Catalunya.

## Descripció
Masia de planta gairebé quadrada, amb el carener perpendicular a la façana, oberta a migdia, i amb la teulada a dues vessants. Els tancaments són de fusta i les obertures de les finestres són fetes amb brancals de rajol i arcs rebaixats de rajol pla. A la façana principal hi ha un cos afegit en època posterior però que s'integra amb la masia. Al sector de ponent hi ha adossades les corts, granges i pallisses. Tot i la pobresa de la masia, pel que fa als materials (pedra molt irregular barrejada amb còdols i altres materials, llindes de fusta, etc.), i a les seves dimensions, la restauració del 1990 fa que esdevingui model i prototipus de la petita masia del Baix Berguedà.

## Història
La masia és documentada des del segle xviii, en un període de gran creixement demogràfic i de màxima explotació del camp català. Formava part de la jurisdicció dels Hospitalers, senyors del Castell de Puig-reig. L'any 1990 va ser restaurada.

## Enllaços externs

Cal Becs
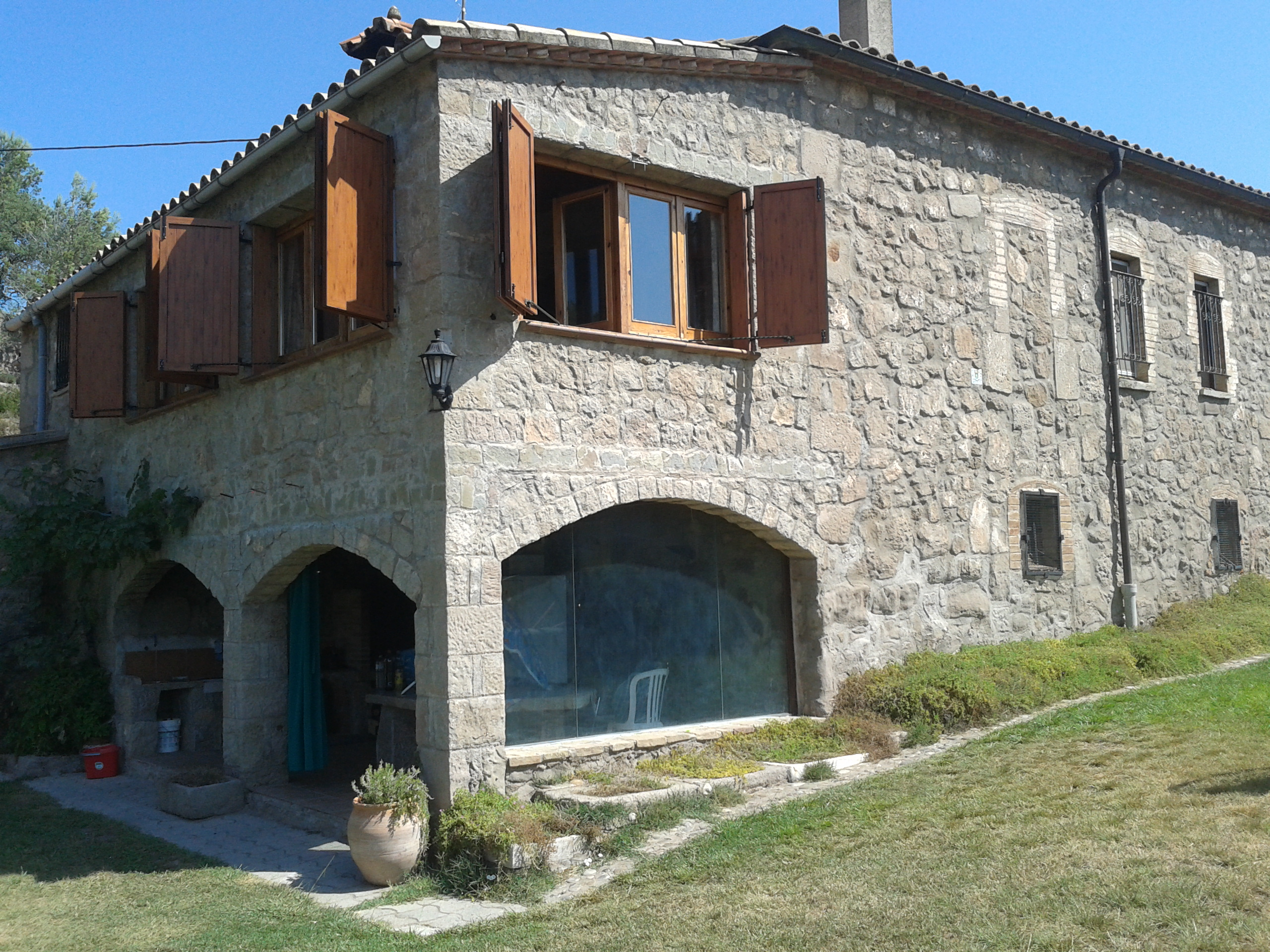
Porxo
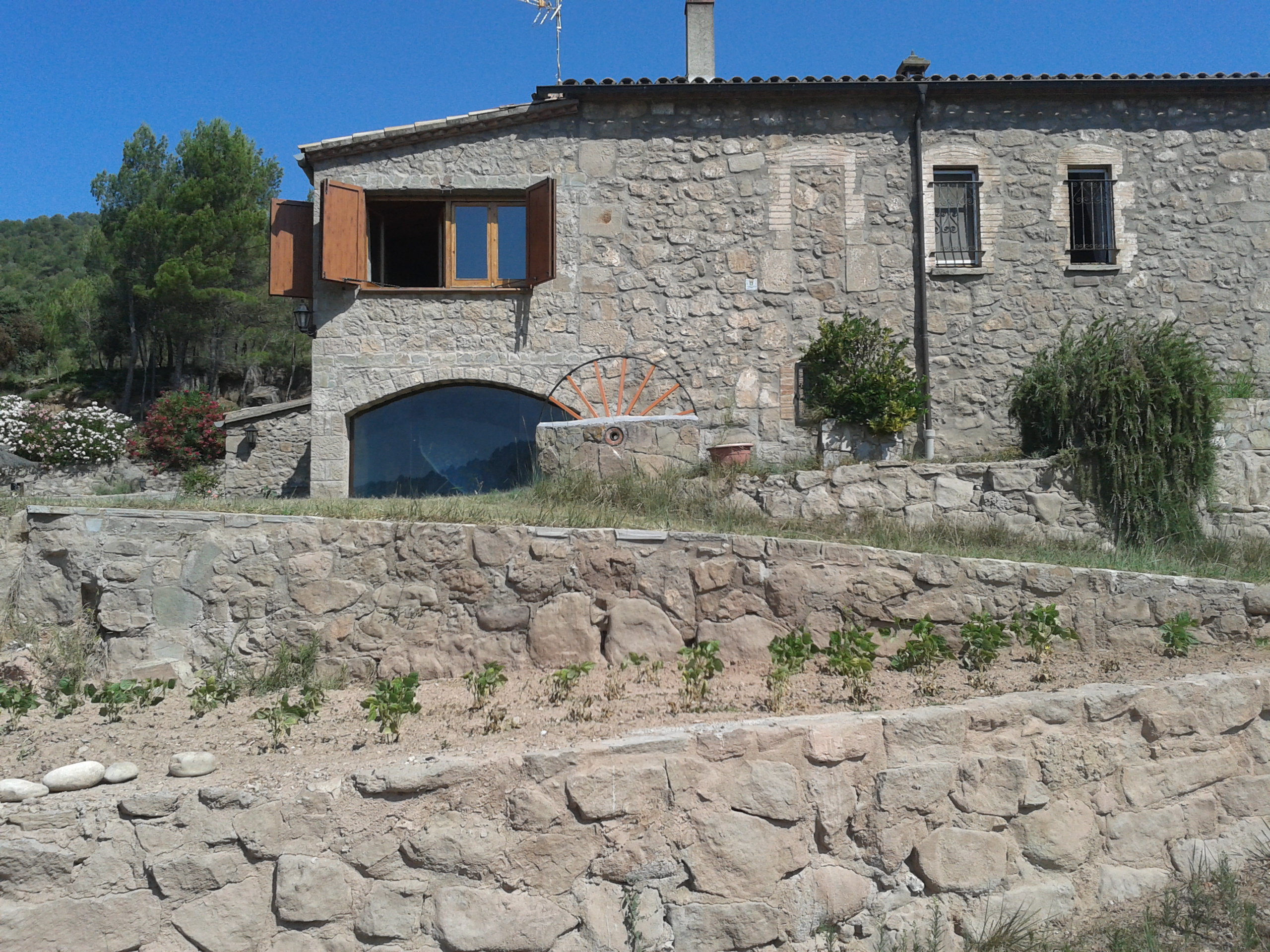